# Momona Kasahara
Momona Kasahara (笠原桃奈; n. 22 octombrie 2003, Prefectura Kanagawa, Japonia) este o cântăreață japoneză, singura membră a celei de-a cincea generație a trupei de fete Angerme, începând din 2016.
La 1 aprilie 2015, Kasahara s-a alăturat trupei Hello! Pro Kenshuusei. A debutat oficial la Hello! Pro Kenshuusei Happyoukai 2015 ~Haru no Koukai Jitsuryoku Shindan Test~ la 4 mai 2015 alături de Mizuho Ono, Rion Nakano, Nanami Yanagawa ,Kokoro Maeda, Mao Akiyama, Mizuki Kanatsu și Honoka Okamoto. La 16 iulie 2016, în timpul deschiderii concertului de vară din Hello! Project, a fost anunțat că Kasahara s-a alăturat formatiei ANGERME în cea de-a 5-a generație a formației.

## Discografie

### Melodii
Angerme
- Umaku Ienai / Ai no Tame Kyou Made Shinkashite Kita Ningen, Ai no Tame Subete Taikashite Kita Ningen/ Wasurete Agreu (19 octombrie 2016 )